# سوسیالیسم آفریقایی
سوسیالیسم آفریقایی (انگلیسی: African socialism) اعتقاد به اشتراک‌گذاری منابع اقتصادی با روش سنتی آفریقایی است که از سوسیالیسم کلاسیک متمایز است. بسیاری از سیاستمداران آفریقایی دهه ۱۹۵۰ و ۱۹۶۰ حامی سوسیالیسم آفریقایی بودند اگر چه تعریف‌ها و تفسیرها از این اصطلاح بطور قابل ملاحظه‌ای متفاوت و گوناگون است. این امر به این دلیل است که این اندیشه محصول تفکرات یک فرد نبوده است. از تعاریف ارائه شده برای مثال می‌توان به تعریف گرافت جانسون، از دانشگاه غنا، اشاره کرد که سوسیالیسم آفریقایی را به صورت یک استعاره «نظام خانواده- گسترش یافته آفریقایی» تعریف می‌کند.